# Władcy Hrabstwa Holandii
 Władcy Hrabstwa Holandii – władcy Hrabstwa Holandii

## Hrabstwo Holandii

### Gerolfingowie
| #  | Imię                               |  | Urodzony               | Zmarł                      | Czas rządów | Rodzice                                     |
| -- | ---------------------------------- |  | ---------------------- | -------------------------- | ----------- | ------------------------------------------- |
| 1  | Gerulf (młodszy) Gerolf            |  | ok. 850                | ok. 896 Herespich          | 885–896     | ???                                         |
| 2  | Dirk I                             |  | ???                    | 939                        | 896–939     | Gerulf (młodszy) ???                        |
| 3  | Dirk II                            |  | 930 Gandawa            | 6 maja 988 Egmont          | 939–988     | Dirk I Gerberga z Hamalant                  |
| 4  | Arnulf Aarnout                     |  | 951 Gandawa            | 18 września 993 Meuse      | 988–993     | Dirk II Hildegarda Flandryjska              |
| 5  | Dirk III                           |  | ok. 981                | 27 maja 1039               | 993–1039    | Arnulf Lutgarda Luksemburska                |
| 6  | Dirk IV                            |  | ???                    | 1049 Dordrecht             | 1039–1049   | Dirk III Othelindis z Nordmark              |
| 7  | Floris I                           |  | 1017                   | 28 czerwca 1061            | 1049–1061   | Dirk III Othelindis z Nordmark              |
| 8  | Dirk V                             |  | 1052                   | 17 czerwca 1091            | 1061–1091   | Floris I Gertruda Saska                     |
| 9  | Floris II Gruby Floris II de Dikke |  | 1080                   | 2 marca 1121               | 1091–1121   | Dirk V Othilda                              |
| 10 | Dirk VI                            |  | ok. 1114 Le Haye       | 5 sierpnia 1157            | 1121–1157   | Floris II Gruby Gerturda Lotaryńska         |
| 11 | Floris III                         |  | 1141 La Haye           | 1 sierpnia 1190 Antiochia  | 1157–1190   | Dirk VI Zofia Luksemburska                  |
| 12 | Dirk VII                           |  | ???                    | 4 lipca 1203 Dordrecht     | 1190–1203   | Floris III Ada Szkocka                      |
| 13 | Wilhelm I Willem I                 |  | ok. 1167 Haga          | 4 lutego 1222              | 1203–1222   | Floris III Ada Szkocka                      |
| 14 | Floris IV                          |  | 24 czerwca 1210 Haga   | 19 lipca 1234 Corbie       | 1222–1234   | Wilhelm I Adelajda z Geldrii                |
| 15 | Wilhelm II Willem II               |  | luty 1228              | 28 stycznia 1256 Hoogwoud  | 1234–1256   | Floris IV Matylda Brabancka                 |
| 16 | Floris V                           |  | 24 czerwca 1254 Leiden | 27 czerwca 1296 Muiderberg | 1256–1296   | Wilhelm II Holenderski Elżbieta Brunszwicka |
| 17 | Jan I                              |  | 1284                   | 10 listopada 1299 Haarlem  | 1296–1299   | Floris V Beatrycze Flandryjska              |

### Dynastia z Avesnes
| #  | Imię                         |  | Urodzony          | Zmarł                       | Czas rządów | Rodzice                                              |
| -- | ---------------------------- |  | ----------------- | --------------------------- | ----------- | ---------------------------------------------------- |
| 18 | Jan II                       |  | 1247 Valenciennes | 22 sierpnia 1304            | 1299–1304   | Jan I z Avesnes Adelajda Holenderska                 |
| 19 | Wilhelm III Dobry Willem III |  | 1286              | 7 czerwca 1337 Valenciennes | 1304–1337   | Jan II z Avesnes Filipa Luksemburska                 |
| 20 | Wilhelm IV Willem IV         |  | 1307              | 26 września 1345 Staveren   | 1337–1345   | Wilhelm III Dobry Joanna de Valois (hrabina Hainaut) |
| 21 | Małgorzata I Margaretha I    |  | 1311              | 23 czerwca 1356 Le Quesnoy  | 1345–1354   | Wilhelm III Dobry Joanna de Valois (hrabina Hainaut) |

### Dynastia Wittelsbachów
| #  | Imię                                 |  | Urodzony                         | Zmarł                          | Czas rządów | Rodzice                                    |
| -- | ------------------------------------ |  | -------------------------------- | ------------------------------ | ----------- | ------------------------------------------ |
| 22 | Wilhelm V Willem V                   |  | 12 maja 1330 Frankfurt nad Menem | 15 kwietnia 1389 Le Quesnoy    | 1354–1388   | Ludwik IV Bawarski Małgorzata II z Hainaut |
| 23 | Albrecht I Bawarski Albrecht         |  | 25 lipca 1336 Monachium          | 13 grudnia 1404 Haga           | 1388–1404   | Ludwik IV Bawarski Małgorzata II z Hainaut |
| 24 | Wilhelm VI Willem VI                 |  | 5 kwietnia 1365 Haga             | 31 maja 1417 Bouchain          | 1404–1417   | Albrecht I Bawarski Małgorzata Brzeska     |
| 25 | Jakobina Bawarska Jacoba van Beieren |  | 15 lipca 1401 Le Quesnoy         | 8 października 1436 Teijlingen | 1417–1432   | Wilhelm II Bawarski Małgorzata Burgundzka  |

### Dynastia burgundzka (linia boczna Walezjuszów)
| #  | Imię                            |  | Urodzony                | Zmarł                  | Czas rządów | Rodzice                            |
| -- | ------------------------------- |  | ----------------------- | ---------------------- | ----------- | ---------------------------------- |
| 26 | Filip I Dobry Filips I de Goede |  | 31 lipca 1396 Dijon     | 15 czerwca 1467 Brugia | 1432–1467   | Jan bez Trwogi Małgorzata Bawarska |
| 27 | Karol I Karel I                 |  | 10 listopada 1433 Dijon | 5 stycznia 1477 Nancy  | 1467–1477   | Filip I Dobry Izabela Aviz         |
| 28 | Maria Burgundzka Maria          |  | 13 lutego 1457 Bruksela | 27 marca 1482 Brugia   | 1477–1482   | Karol Zuchwały Izabela Burbon      |

### Habsburgowie
| #  | Imię                                |  | Urodzony                | Zmarł                     | Czas rządów | Rodzice                                 |
| -- | ----------------------------------- |  | ----------------------- | ------------------------- | ----------- | --------------------------------------- |
| 29 | Filip II Piękny Filips II de Schone |  | 22 lipca 1478 Brugia    | 25 września 1506 Burgos   | 1482–1506   | Maksymilian I Habsburg Maria Burgundzka |
| 30 | Karol II Karel II                   |  | 24 lutego 1500 Gandawa  | 21 września 1558 Yuste    | 1506–1556   | Filip II Piękny Joanna Szalona          |
| 31 | Filip III Filips III                |  | 21 maja 1527 Valladolid | 13 września 1598 Eskurial | 1556–1581   | Karol II Habsburg Izabela Aviz          |